# Očkování a autismus
Souvislost očkování a vzniku autismu je příklad vědecky vyvráceného mýtu, který přesto stále přetrvává ve společnosti a ovlivňuje rozhodování některých rodičů ohledně očkování vlastních dětí. Byl označen za „mýtus, který v oblasti medicíny napáchal nejvíce škody za posledních 100 let“. Vědecké studie a meta-analýzy publikovaných dat opakovaně ukázaly, že mezi vznikem poruch autistického spektra a očkováním neexistuje příčinná souvislost.

## Historie
Původ domněnky kauzálně spojující očkování a vznik autismu se datuje do roku 1998, kdy britský lékař Andrew Wakefield publikoval v odborném časopise The Lancet studii spojující výskyt střevních zánětů a poruch autistického spektra u dvanácti dětí s jejich předcházejícím očkováním kombinovanou MMR vakcínou proti spalničkám, zarděnkám a příušnicím. Rychlé a zkratkovité šíření výsledků publikace mediálními kanály vedlo např. v Anglii k poklesu očkování dětí MMR vakcínou a zvýšenému výskytu spalniček, které byly do té doby považovány v Anglii za vymýcené.
Na nedostatky Wakefieldovy studie upozornil v roce 2004 britský investigativní novinář Brian Deer. V časopisu The Sunday Times popsal nejprve střet zájmů, do kterého se Andrew Wakefield dostal, když před zveřejněním studie přijal finanční podporu od advokátem připravujícím hromadnou žalobu rodičů dětí postižených autismem, kteří toto spojovali s očkováním. Zdokumentována byla částka 439 553 liber, která pocházela z prostředků Legal Services Commission, státní organizace zajišťující právní pomoc pro chudé. Od stejného zdroje obdrželo dalších 5 autorů studie celkem dalších 183 tis. liber.
Později Brian Deer doplnil informace o Wakefieldově patentu monovalentní vakcíny proti spalničkám, která byla konkurentem standardně používané MMR vakcíny. Wakefield také s jedním otcem dítěte, které bylo součástí studie, plánoval založení firmy, která měla prodávat testy na střevní záněty. Ve zprávě pro potenciální investory firma předpokládala tržby v řádech milionů liber. Wakefiled měl mít ve firmě 37 % podíl, otec 22,2 % podíl.
Kromě nepřiznaného střetu zájmů, ve kterém se Wakefield nepochybně nacházel, se objevilo i mnoho metodologických problémů. Brian Deer např. při podrobné analýze původních lékařských záznamů zjistil, že z devíti dětí, u kterých se podle Wakefielda vyvinula po očkování regresní forma autismu, mělo skutečně diagnostikováno tuto poruchu pouze jedno. Obdobně Wakefield ve své studii uvádí, že jedenáct dětí trpělo střevními záněty, ovšem lékařské záznamy o nich informují jen u tří dětí. Rodiče všech dětí ve studii byli z okruhu odpůrců vakcín a byli kontaktování prostřednictvím advokáta připravujícího výše uvedenou hromadnou žalobu.
Původní Wakefieldova studie byla částečně stažena v roce 2004, kdy 10 z původních 12 autorů prohlásilo, že se zříká uvedených závěrů, a plně retrahována v roce 2010 na základě chybějícího souhlasu bioetické komise a nenáhodného výběru dětí zahrnutých do studie. Několik měsíců po stažení studie byl Andrew Wakefield vyřazen z britského seznamu lékařů a na území Spojeného království mu bylo odepřeno právo vykonávat lékařské povolání.
F. DeStefano provedl přehled prací studujících asociaci mezi očkováním a autismem, zejména pak MMR vakcínou, které byly publikovány mezi lety 1999 až 2007. Na základě těchto studií dochází k závěru, že mezi očkováním a autismem neexistuje kauzální vztah. K podobnému závěru dospěli i další odborníci stojící za stanovisky Institut of Medicine (IOM, člen Národních akademií USA), CDC, Americkou akademií pediatrů (AAP) a Americkou akademií rodinných lékařů (AAFP).
V roce 2014 publikoval Taylor metaanalýzu (souhrnnou studii) která nenašla spojitost mezi očkováním a autismem,
stejně jako práce z roku 2015 (Jain, Uno). V roce 2019 publikoval dánský vědec Hviid spolu s dalšími autory práci, která zahrnovala specifickou skupinu dánských dětí s větší vnímavostí ke vzniku autismu (nejčastější kritika dosavadních prací vyvracejících vliv na autismus). Studie vyloučila vliv očkování na vznik autismu nejen u trojkombinace spalničky, příušnice a zarděnky (původně viněná MMR vakcína), ale i u očkování proti tetanu, záškrtu, dávivému kašli, dětské obrně a hemofilovým nákazám typu B.

## Důvody přetrvávání mýtu
Přestože souvislost vzniku autismu a očkování byla vyvrácena robustními vědeckými studiemi (např. ), obavy o bezpečnost očkování ve společnosti stále přetrvávají. Níže je výčet skutečností, které by mohly souviset s přetrváním mýtu ve společnosti.
Stejně jako každý jiný používaný lék, i vakcíny mohou vyvolat nežádoucí účinky. Mezi velmi časté (výskyt ≥ 1 z 10 pacientů) a časté (výskyt ≥ 1 ze 100 pacientů) nežádoucí účinky vakcíny MMR patří bolest, otok a zarudnutí v místě injekce, horečka, infekce horních cest dýchacích a vyrážka.
Ke kritikům očkování v České republice patří např. Anna Strunecká nebo Ludmila Eleková, obě držitelky anticeny Bludný balvan udělované Českým klubem skeptiků Sisyfos. Anna Strunecká se ve svých knihách vyjadřuje přímo k problematice souvislosti autismu a očkování. V knize Varovné signály očkování např. uvádí seznam 27 vědeckých publikací, které mají podporovat závěry Wakefieldovy zfalšované studie a tvrdí, že „pokud existuje 27 publikací, které potvrzují zjištění jedné práce, obviňované ze zfalšování výsledků, pak si já myslím, že nepravdivé je obvinění ze zfalšování (posuzované novinářem) a pravdivé je zjištění“. Stejný seznam, s výjimkou jedné vynechané publikace, včetně stejného seřazení uvedených studií, je možné najít na nedůvěryhodných stránkách zaměřených na šíření pseudovědy a konspiračních teorií. Podle informací z tří nezávislých zdrojů, které provedly analýzu těchto studií, pouze dva z těchto článků by ve skutečnosti mohly obsahovat relevantní informace spojující autismus s virem spalniček. I o těchto dvou studiích ale existují pochybnosti, neboť je pod nimi podepsán týž autor a výsledky žádné z nich se nepodařilo jiným vědeckým týmům zopakovat. Žádný z ostatních článků nesouvisí přímo s původní Wakefieldovou hypotézou. Na dvanácti z článků uvedených v seznamu se autorsky podílel sám Andrew Wakefield nebo někteří z jeho blízkých spolupracovníků, a proto je nelze již z povahy věci považovat za nezávislou podporu původního neplatného Wakefieldova díla.
Neověřené výpovědi rodičů, kteří popisují negativní vliv očkování na jejich děti (včetně vývojového regresu a rozvoje poruch autistického spektra) sdružuje na svých stránkách spolek Rozalio propagující svobodnou volbu v očkování. Spolek Rozalio také vydal několik tištěných brožur s názvem Jak zasáhl systém očkování do života některých rodin. Ve srovnání s meta-analýzami celosvětových dat zahrnujícími více než 1,2 milionu dětí, respektive 14,7 milionu dětí, které neprokázaly žádnou souvislost mezi vakcínou MMR a vznikem autismu, je ale výpovědní hodnota těchto jednotlivých neověřených příběhů malá.